# Émilienne Dux
Émilienne Dux (28 de noviembre de 1874 – 1950) fue una actriz teatral y cinematográfica de nacionalidad francesa.
Nacida en el departamento del Loira, Francia, su verdadero nombre era Fanny Deux.
Formó parte de la Comédie-Française a partir del año 1915, siendo nombrada miembro de la misma en 1920. Dejó la compañía en 1932.
Fuera de La Comédie-Française destacó su actuación en 1907 en la obra L'Otage, de Gabriel Trarieux, representada en el Teatro del Odéon. 
Émilienne Dux falleció en 1950, y fue madre del actor y director teatral Pierre Dux.